# Arsés
Arsés (řecky Ἄρσης, staropersky patrně Aršaka či Aršáma, přesné znění není známo) byl perský velkokrál z rodu Achaimenovců panující v letech 338–336 př. n. l. Jeho otcem byl král Artaxerxés III. (359–338), matkou královna Atossa.
Arsés byl nejmladším královským princem a na trůn dostal díky eunuchu Bagoovi, který otrávil jeho otce a jeho samotného si vybral jako pouhou loutku, s níž bude možné snadno manipulovat. Dobu Arsova panování charakterizovalo zvýšené ohrožení říše na západních hranicích, kde makedonské království, již tak posílené reformní činností Filipa II., právě ovládlo většinu pevninského Řecka. Zničující konfrontaci mezi oběma monarchiemi však už Arsés nezažil – roku 336 ho stejně jako Artaxerxa III. otrávil Bagoás.